# Jewgienij Messner
Jewgienij Eduardowicz Messner, ros. Евгений Эдуардович Месснер (ur. 4 marca?/16 marca 1891 w Odessie, zm. 30 września 1974 w Buenos Aires) – rosyjski żołnierz, pułkownik, szef oddziału propagandowego sztabu 1 Rosyjskiej Armii Narodowej pod koniec II wojny światowej, emigracyjny publicysta, pisarz, działacz kombatancki i teoretyk wojskowości.

## Życiorys
Ukończył 3 gimnazjum w Odessie, a następnie kursy matematyczne na wydziale fizyczno-matematycznym uniwersytetu w Noworosyjsku. W 1910 r. wstąpił do armii rosyjskiej. Służył w 15 Brygadzie Artylerii. W 1911 r. awansował do stopnia praporszczyka rezerwy. W 1912 r. zdał egzamin oficerski w Michajłowskiej Szkole Artylerii w Petersburgu. Następnie w stopniu podporucznika służył w 5 Baterii 15 Brygady Artylerii. Brał udział w I wojnie światowej na Froncie Rumuńskim. Początkowo pełnił obowiązki adiutanta 2 Dywizjonu Brygady. Dwukrotnie był ranny. W kwietniu 1915 r. awansował na porucznika, zaś w lutym 1916 r. na sztabskapitana. Był starszym oficerem 1, 6, a następnie 3 Baterii Brygady. Na początku 1917 r. przeszedł przyśpieszony kurs w Nikołajewskiej Akademii Sztabu Generalnego. Powrócił na front, obejmując obowiązki szefa sztabu 15 Dywizji Piechoty. W marcu 1918 r. wraz z częścią Dywizji przybył do Odessy, gdzie odmówił służby w ukrainizowanych oddziałach wojskowych. Pomimo tego znalazł się w spisie oficerów armii ukraińskiej.
Na początku listopada 1918 r. wstąpił do wojsk Białych gen. Antona I. Denikina. Mianowano go feldfeblem w 1 Oficerskiej Baterii Artylerii Odeskiego Centrum Armijnego. Od poł. listopada tego roku pełnił obowiązki oficera sztabowego do poruczeń w sztabie Centrum. Pod koniec kwietnia 1919 r. przeniesiono go do sztabu Samodzielnej Odeskiej Brygady Strzeleckiej. Został oberoficerem do poruczeń. Od początku maja tego roku pełnił funkcję starszego adiutanta w sztabie Brygady. Po odwrocie Brygady do Rumunii i przewiezieniu morzem do Noworosyjska została ona przeformowana w 7 Dywizję Piechoty. Jewgienij E. Messner uczestniczył w walkach na Donbasie, a następnie zdobyciu Carycyna. W połowie lipca pełnił obowiązki adiutanta w sztabie Oddziału Połtawskiego. Pod koniec grudnia mianowano go kapitanem. Pod koniec stycznia 1920 r. został odkomenderowany do Sztabu Głównego. Brał udział w Marszu Bredowskim, po czym wraz z pozostałymi wojskowymi został internowany w Polsce. Osadzono go w obozie w Pikulicach. Pod koniec lipca przybył na Krym. Od poł. sierpnia był członkiem komisji likwidacyjnej Oddziału Bredowskiego. Jednocześnie pełnił funkcję szefa sztabu Eupatoryjskiego Rejonu Tyłowego. Od poł. września w stopniu podpułkownika był oficerem Dywizji Korniłowskiej. Kilka dni później objął obowiązki szefa sztabu Dywizji. Na początku listopada awansował na pułkownika. W połowie listopada wraz z wojskami Białych został ewakuowany z Krymu do Gallipoli.
Na emigracji zamieszkał w Królestwie SHS. Pracował w miejskim biurze katastralnym w Belgradzie. Był naczelnikiem sekcji geodezyjnej. Następnie został przedstawicielem handlowym przedsiębiorstwa Remington. Od 1931 r. wykładał na Wyższych Naukowych Kursach Wojskowych.
Po zajęciu Jugosławii przez wojska Osi w kwietniu 1941 r., pracował w redakcji gazety „Обнова”, kierując oddziałem wiadomości i wojskowym. Następnie pełnił funkcję dyrektora Niemieckiego Biura Informacyjnego, które przekazywało prasie serbskiej komunikaty wojenne. Jesienią 1941 r. zaangażował się w formowanie Rosyjskiego Korpusu Ochronnego. Kontynuował wykłady na belgradzkich Wyższych Naukowych Kursach Wojskowych, otrzymyjąc tytuł doktora, a następnie profesora nauk wojskowych. Oficjalnie służył w Wydziale Propagandowym „Południowy Wschód” Wehrmachtu, gdzie kierował sekcją rosyjską. W latach 1943–1944 redagował pismo Korpusu „Русское дело”. Od poł. marca 1945 r. w stopniu majora stał na czele oddziału propagandowego sztabu 1 Rosyjskiej Armii Narodowej gen. Borisa A. Smysłowskiego. Na początku maja tego roku wraz z pozostałymi wojskowymi został internowany w Liechtensteinie.
W grudniu 1947 r. wyjechał do Argentyny. W Buenos Aires działał w Rosyjskim Związku Ogólnowojskowym (ROWS), Stowarzyszeniu Rosyjskich Oficerów Sztabu Generalnego oraz pułkowych i innych zrzeszeniach. W latach 50. współtworzył południowoamerykański oddział Instytutu Badań Problemu Wojny i Pokoju im. prof. gen. Nikołaja N. Gołowina. Publikował liczne artykuły w rosyjskiej prasie emigracyjnej. Napisał kilka książek, w tym „Мятеж – имя Третьей Всемирной” (trb. Miatież – imia Trietjej Wsiemirnoj; pol. „Bunt - imię Trzeciej Światowej”) (1960) i „Всемирная Мятежевойна” (trb. Wsiemirnaja Miatieżewojna; pol. „Światowa Wojna Buntownicza”) (1971). Opisywał i analizował w nich konflikt zbrojny nowego typu (stworzył dla niego nazwę мятежевойна), a także takie metody walki, jak światowy terroryzm, ruch powstańczy, czy partyzantka ludowa.